# Cartoixa de Santa Maria d’Escaladei
Die Cartoixa de Santa Maria d’Escaladei ist eine ehemalige Kartause aus dem 12. Jahrhundert in Katalonien. Sie liegt auf der Gemarkung der Gemeinde La Morera de Montsant in der Provinz Tarragona. Das Priorat der Klosteranlage ist der Ursprung der Comarca und des Weinbaugebiets Priorat.

## Geschichte

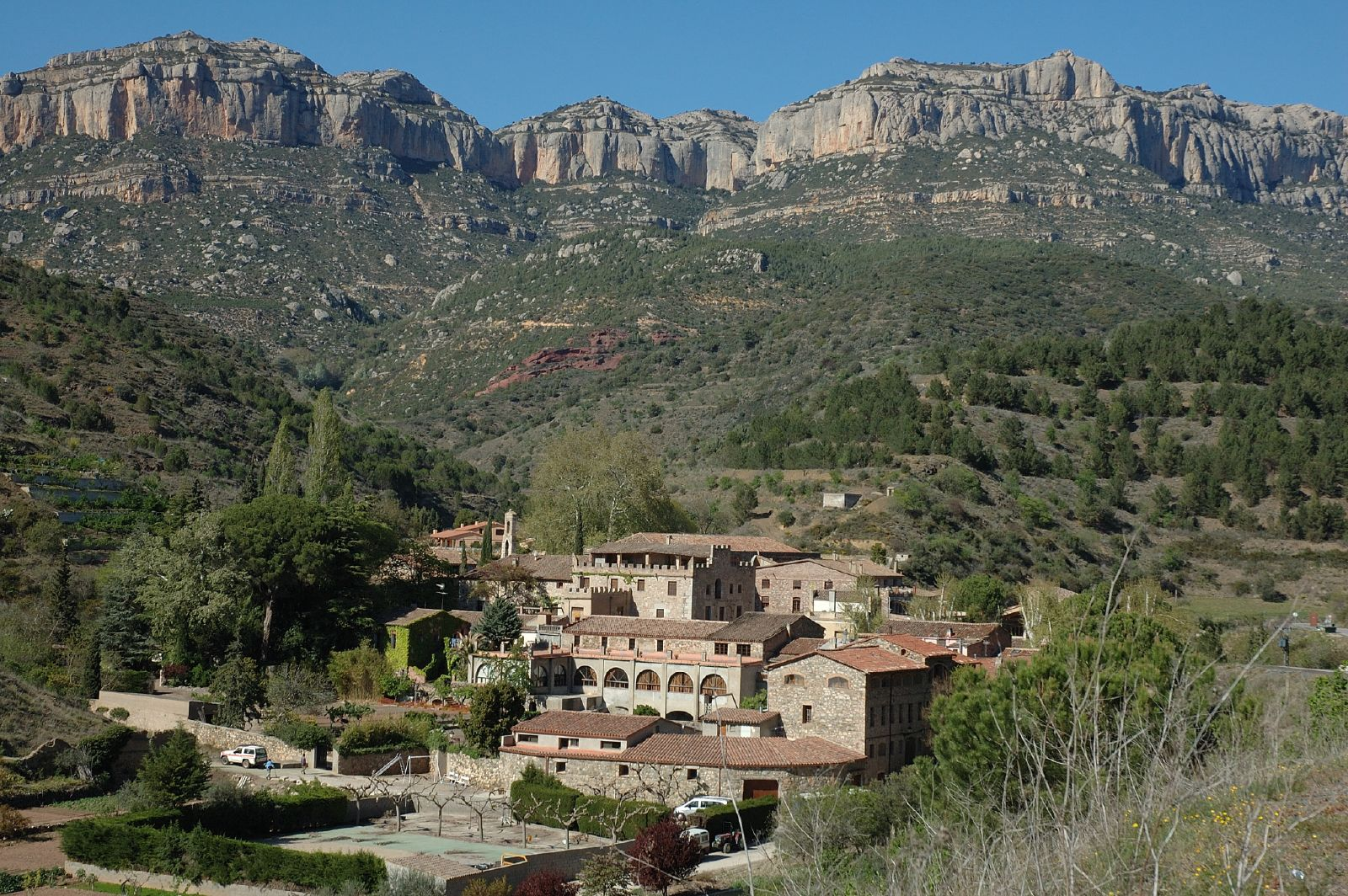
Der Ort Escaladei am Fuße des Montsant

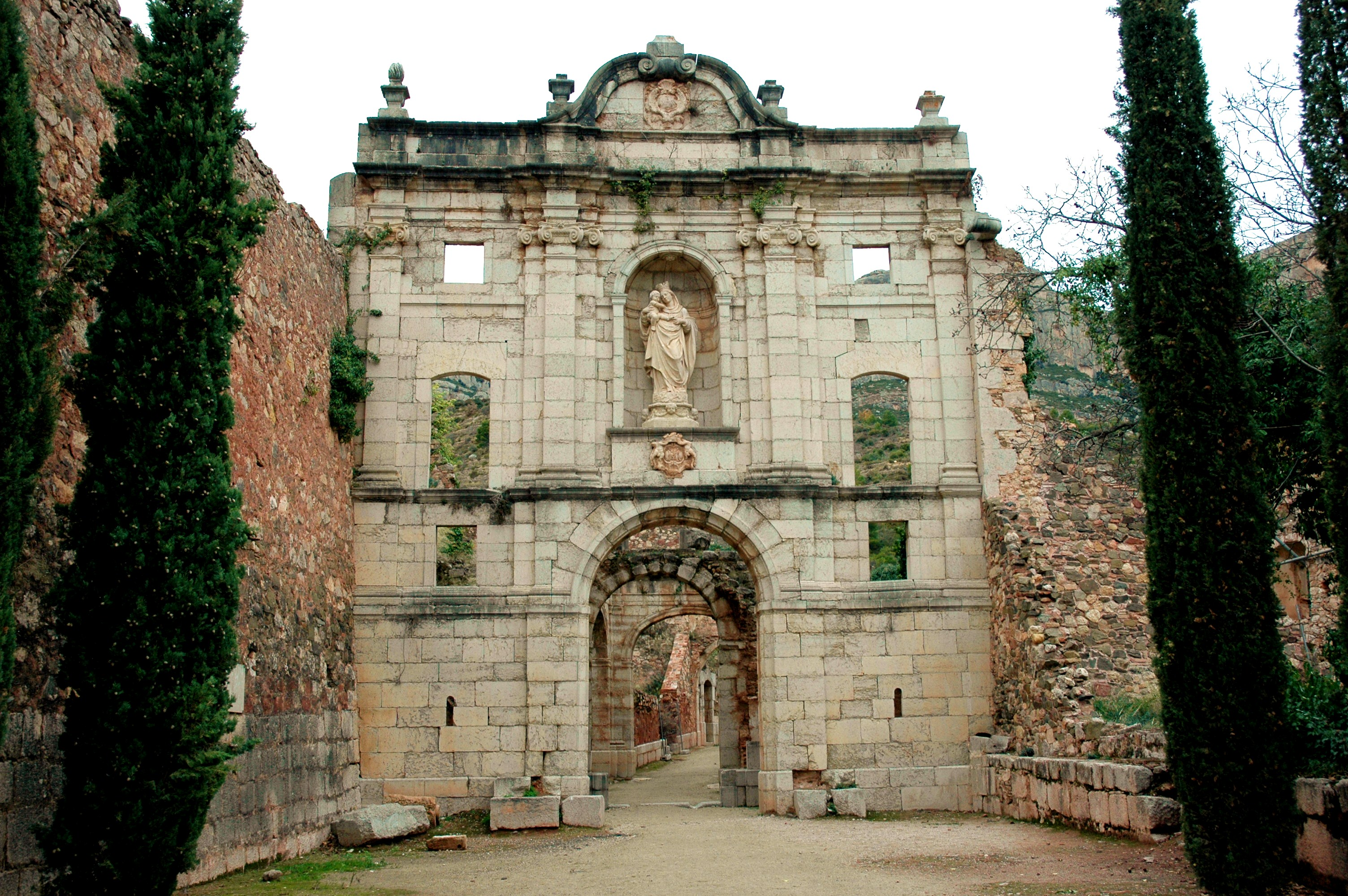
Neoklassische Fassade der Klosterkirche

Wappen von Escaladei

Die Kartause von Escaladei (Gottesleiter) war das erste Kloster des Kartäuserordens auf der Iberischen Halbinsel. Es wurde 1194 durch Alfons II. von Aragón gegründet.
Die ersten Bauten des Klosters waren die 1228 geweihte Kirche Santa Maria und das erste Kloster, genannt „Maius“, umrahmt von zwölf Zellen und mit den wesentlichen Bestandteilen eines Klosters wie dem Kapitelsaal, dem Refektorium, einigen Kapellen und Versorgungsgebäuben außerhalb des eigentlichen Klostergeländes. Diese Gebäude sind dem Übergang zwischen Romanik und Gotik zuzuordnen.
Bereits 1218 war die klösterliche Gemeinschaft gefestigt und begann dank Schenkungen von König Jaume I. die Herrschaft und Rechtsprechung über die Dörfer der Umgebung auszuweiten: La Morera, Gratallops, Torroja, Porrera, Poboleda und La Vilella Alta. So entstand das Priorat.
Das große Ansehen und die königliche Protektion ermöglichten die Erweiterung des Klosters. Mit Unterstützung des Infanten Joan d’Aragón, Sohn von Jaume II., der auch Erzbischof von Tarragona war, konnte 1333 ein zweites – jetzt rein gotisches – Kloster mit weiteren zwölf Zellen gebaut und die Aufnahmefähigkeit der Kartause verdoppelt werden. 1403 wurde durch weitere Schenkungen der Bau des dritten – hochgotischen – Klosters mit den letzten sechs Zellen möglich.
Die zahlreichen Erweiterungen hatten zu unterschiedlichen Baustilen in der Kartause geführt. Im 16. Jahrhundert wurde daher ein Umbau der gesamten Klosteranlage in Angriff genommen. Nach den Umbauten im 17. und 18. Jahrhundert bestand die Kartause aus Gebäuden des Barock und des Klassizismus. Während dieser Zeit war die Cartoixa d’Escaladei ein kulturelles Zentrum und stilbildend in der Malerei.
Mit der Desamortisation in Spanien unter Mendizábal wurden 1835 die Kartäuser enteignet und mussten das Kloster verlassen. Bereits am folgenden Tag wurde die Kartause geplündert und wenig später abgebrannt. Innerhalb von nur zwei Jahren waren die Klostergebäude fast vollständig zerstört. Die Klostergüter und die Wertgegenstände, welche die Plünderung überstanden hatten, wurden 1843 öffentlich versteigert.
1980 wurde der Ruinenkomplex der Cartoixa d’Escaladei schließlich zum Nationalen Kulturgut (Bé Cultural d’Interès Nacional) erklärt. 1989 übergaben die Eigentümer die gesamte Anlage an die Generalitat de Catalunya, die seither die Anlage sichert, restauriert und den Besuchern öffnet.